# Емелево (Марий Эл)
Емелево (горномар. Пистерлӓ) — село в составе Еласовского сельского поселения Горномарийского района Республики Марий Эл.

## Географическое положение
Село Емелево расположено в 5 км от села Еласы и в 31 км от Козьмодемьянска. Марийское название села переводится как «липняки» связано с наличием липового леса возле села.

## Экономика
Основным занятием местных жителей является сельское хозяйство. По данным 2001 года 14 человек работали в СПК «Еласовский», 30 человек работали на личных подворьях, 6 на сезонных работах и 48 человек в других хозяйствах.

## Численность населения
По состоянию на 1 января 2001 года, в селе Емелево было 115 дворов, в том числе 14 пустующих. Численность населения составляла 237 человек (90 мужчин и 147 женщин).

## История
Впервые в документах село как деревня Емелево упоминается в 1795 году. В 1872 году деревня стала центром православного прихода и преобразована в село.
С конца XVIII и до начала XX века село входило сначала в Больше-Юнгинскую а затем Мало-Карачкинскую волости Козьмодемьянского уезда Казанской губернии. В 1918—1921 годах стало центром волости, в 1921—1931 годах — центром одноимённого района Козьмодемьянского кантона, в 1936—1959 годах — центром Емелевского сельского совета Еласского района, с 1959 года в составе Горномарийского района.